# Hylemya nigripes
Hylemya nigripes är en tvåvingeart som först beskrevs av Robineau-desvoidy 1830.  Hylemya nigripes ingår i släktet Hylemya och familjen blomsterflugor. Inga underarter finns listade i Catalogue of Life.